# West Wyalong Airport
West Wyalong Airport är en flygplats i Australien. Den ligger i regionen Bland och delstaten New South Wales, i den sydöstra delen av landet, omkring 370 kilometer väster om delstatshuvudstaden Sydney.
Trakten runt West Wyalong Airport är nära nog obefolkad, med mindre än två invånare per kvadratkilometer.. Närmaste större samhälle är West Wyalong, nära West Wyalong Airport.
Omgivningarna runt West Wyalong Airport är i huvudsak ett öppet busklandskap. Genomsnittlig årsnederbörd är 549 millimeter. Den regnigaste månaden är februari, med i genomsnitt 114 mm nederbörd, och den torraste är oktober, med 14 mm nederbörd.